# 제7태창호 사건
제7태창호 사건은 중국인 49명, 재중교포 11명이 태창호에 숨어 2001년 10월 전라남도 여수로 밀입국을 시도하다가 질식사하자 선장과 선원들이 사망한 26명을 바다에 버려버린 사건이다. 이 사건으로 인해 제7태창호와 한국에 도착한 중국인 밀항자들이 검거되었다.

## 관련 작품
- 해무 (영화)
- 해무 (연극)